# Consort Islands
Die Consort Islands (englisch für Gefährteninsel) sind zwei kleine Inseln in der Marguerite Bay vor der Westküste des westantarktischen Grahamlands. Sie liegen 800 m nordöstlich von Emperor Island in der Gruppe der Dion-Inseln.
Entdeckt und kartiert wurden sie 1909 bei der Fünften Französischen Antarktisexpedition (1908–1910) unter der Leitung des Polarforschers Jean-Baptiste Charcot. Der Falkland Islands Dependencies Survey nahm 1948 Vermessungen der Inseln vor. Das UK Antarctic Place-Names Committee benannte sie am 31. März 1955.